# Aeroporto Sinuiju
Sinuiju Airfield é um aeroporto perto de Sinuiju, Pyongan-bukto, Coreia do Norte.

## Instalações
O campo de aviação tem uma pista de relva única 03/21 medindo 3250 x 213 pés (991 x 65 m).  Fica ao sul da cidade, que por sua vez fica do outro lado do rio Yalu em relação à cidade chinesa de Dandong . Também fica a alguns quilômetros a sudoeste do campo de aviação de Uiju, uma base aérea militar . 

## História
O campo de aviação foi designado como K-30 pela USAF e foi um alvo frequente durante a Guerra da Coréia por causa de sua importância estratégica, incluindo não apenas aeronaves MiG e Yak baseadas, mas também sua proximidade com as principais ferrovias. 
Em 1º de novembro de 1950, um RF-80 observou 15 Yaks estacionados em revestimentos perto do campo de aviação, três voos de F-80 começaram a bombardear o campo de aviação destruindo um Yak e danificando outros 6. 
Em 23 de janeiro de 1951, 33 F-84s da 27ª Ala de Caça-Escolta atacaram o campo de aviação de Sinuiju, provocando uma resposta dos MiG-15s baseados na fronteira chinesa no campo de aviação de Antung, com 4 MiG-15s abatidos nos duelos que se seguiram.  :288
No final de abril de 1951, o reconhecimento mostrou que a KPAF havia baseado 38 Yak-9s, Il-10s e La-5s em revestimentos em Sinuiju.  :302 Em 9 de maio, os aviões da Quinta Força Aérea e da Primeira Asa de Aeronaves da Marinha atacaram a base, destruindo todas as aeronaves, vários edifícios, combustível e depósitos de suprimentos.  :305
Em 9 de julho, os MiG-15s interceptaram 6 B-29s que atacavam o campo de aviação, 1 MiG foi abatido por escolta F-86s, enquanto outro foi abatido por artilheiros B-29.  :312